# Héctor Altamirano
Héctor Altamirano Escudero (Matías Romero, 17 marzo 1977) è un allenatore di calcio ed ex calciatore messicano, di ruolo difensore.

## Carriera

### Giocatore
Ha giocato nella prima divisione messicana.

## Palmarès

### Giocatore

#### Club

##### Competizioni nazionali
- Campionato messicano: 2

Cruz Azul: Invierno 1997
Santos Laguna: Verano 2001
- Coppa del Messico: 1

Cruz Azul: 1997
- InterLiga: 1

Santos Laguna: 2004

##### Competizioni internazionali
- CONCACAF Champions League: 1

Cruz Azul: 1997

#### Nazionale
- Giochi panamericani: 1

1999